# Narcos
Narcos  – amerykański serial telewizyjny (thriller, dramat), wyprodukowany przez Gaumont International Television dla platformy Netflix, którego twórcami są Chris Brancato, Carlo Bernard i Doug Miro.
1 kwietnia 2014 Netflix zamówił pierwszą serię Narcos, a wszystkie 10 odcinków zostało zamieszczonych na stronie internetowej platformy w dniu 28 sierpnia 2015. Drugą serię udostępniono 2 września 2016. 6 września 2016 zapowiedziano powstanie serii trzeciej i czwartej.
W 2019 r. Netflix udzielił licencji na emisję serialu polskiej stacji telewizyjnej Stopklatka TV. Telewizyjna premiera serialu miała miejsce 23 listopada 2019. 
Oryginalna wersja językowa serialu – oznaczona jako angielska – zawiera teksty zarówno w języku angielskim, jak i hiszpańskim. Tłumaczenie dźwięku w systemie Netflix dotyczy wyłącznie części angielskiej, natomiast słowa hiszpańskie tłumaczone są tylko poprzez napisy
Zdjęcia do pierwszych trzech serii były kręcone w Kolumbii (m.in. w Bogocie, Medellín i Cartagenie).
Jego kontynuacją jest Narcos: Meksyk.

## Fabuła
Pierwsze dwie serie skupiają się na życiu i działalności Pabla Escobara, najsłynniejszego kolumbijskiego barona narkotykowego, będącego szefem kartelu z Medellín, którego nielegalne interesy zamierzają zlikwidować amerykańskie władze federalne we współpracy z rządem Kolumbii. W trzeciej serii przedmiotem zainteresowania jest kartel z Cali.

### Seria 1
Seria pierwsza opowiada o życiu Pabla Escobara od późnych lat 70., gdy po raz pierwszy zaczyna on produkować kokainę. Serial skupia się na głównych wydarzeniach tego okresu w historii Kolumbii oraz ich związkach z Escobarem. Narratorem całości jest Steve Murphy, pracujący w Medellín agent amerykańskiej agencji do spraw zwalczania narkotyków (DEA). Pierwsze odcinki ukazują sposób, w jaki Escobar po raz pierwszy stał się częścią handlu narkotykami. Wcześniej był lokalnym przemytnikiem, przewożącym ciężarówkami przez granicę: alkohol, papierosy i artykuły gospodarstwa domowego w czasie, gdy było to surowo wzbronione. Następnie został zapoznany z Mateo Moreno pseud. "Karaluch" – chilijskim chemikiem, który wpadł na pomysł wspólnego interesu – produkcji i dystrybucji nowego, zyskownego narkotyku – kokainy. Stosunkowo szybko działalność została rozszerzona poprzez budowę większych laboratoriów w lasach deszczowych oraz transport towaru do Miami, gdzie był pożądany przez znanych i bogatych.
Wkrótce Pablo tworzy większe laboratoria i lepsze sposoby przemytu towaru do USA w celu wypełnienia wzrastającego popytu. Gdy wzrosła popularność kokainy na rynku amerykańskim, co spowodowało duży przepływ amerykańskich dolarów do Kolumbii i intensyfikację przemocy związanej z narkotykami w Stanach, Amerykanie wysyłają grupę agentów DEA w celu zbadania sprawy. Partnerem narratora staje się Javier Peña, a zadaniem Murphy'ego jest współpraca z rządem Kolumbii w celu zakończenia przepływu kokainy do Stanów Zjednoczonych. W międzyczasie Escobar zostaje wybrany do kolumbijskiego parlamentu, jednak rezygnuje ze stanowiska na skutek upublicznienia jego dawnych związków z narkotykami. Następnie na jego zlecenie zostaje zabity minister sprawiedliwości Kolumbii, przez co za Pablo zostaje ogłoszona nagroda. Ostatecznie zostaje osadzony w więzieniu La Catedral, które sam dla siebie wybudował.
W produkcji znajduje się opowieść o wrogach USA, komunistach ze Związku Radzieckiego. W czasie segmentu pojawia się mapa, na której wśród zaznaczonych kolorem czerwonym państw komunistycznych pojawia się Polska Ludowa.

### Seria 2
Seria druga rozpoczyna się w momencie ucieczki Escobara z więzienia. Żołnierze znajdują Pabla i jego świtę tuż przy La Catedral, są jednak zbyt przerażeni, aby dokonać aresztowania. Pojawia się nowy ambasador USA, który wprowadza do gry CIA. Escobar musi poświęcić wiele czasu i środków, aby ukrywać się przed władzami.
Początkowo Escobar łatwo przystosowuje się do nowego życia, rozdaje pieniądze społeczności i równocześnie zabijając bez skrupułów tych, którzy próbowali zawłaszczyć sobie jego imperium. Kolumbijska policja angażuje się w ogromne bitwy z Escobarem, które powodują wysokie napięcie i niepokój społeczny. Konkurencyjny kartel z Cali tworzy niewiarygodny sojusz z Judy Moncadą i Don Berną, którzy z kolei decydują się na współpracę z braćmi Castanos (tworząc Los Pepes). Agent Peña rozpoczyna współpracę z Los Pepes, którzy zabijają Valerię i Fernando Duque. Po tym, gdy La Quica i Blackie zostają schwytani, Escobar ukrywa się wraz z Limonem w kryjówce, gdzie świętują 44 urodziny Pabla. Gdy Pablo próbuje skontaktować się ze swoją rodziną, DEA i żołnierze ustalają jego położenie na podstawie sygnału radiowego. Dom zostaje otoczony, w strzelaninie Pablo otrzymuje dwie kule – jednak ponieważ może on przeżyć, Trujillo zabija go strzałem w głowę. Tata kontraktuje się z kartelem z Cali, aby pomogli jej uciec z kraju. Peña wraca do USA, gdzie zostaje poproszony o przekazanie materiałów dotyczących Cali.

### Seria 3
Narratorem 3 serii jest Javier Peña, postać Steve'a Murphy'ego znika bez wyjaśnienia. Po zabiciu Escobara uwagę amerykańskiego wydziału narkotykowego przykuwają jego następcy – kartel z Cali. Przywódcy grupy, bracia: Gilberto i Miguel Rodríguezowie (zwani "dżentelmenami z Cali") zbierają swoich wspólników, by ogłosić zaskakujące plany dotyczące przyszłości ich wspólnych interesów. W Cali dochodzi do wycieku gazu, który może zagrozić porozumieniu pomiędzy kolumbijskim rządem a kartelem. Peña odczuwa reperkusje dawnej współpracy z Los Pepes. Podczas negocjacji bracia Rodriguez pozostają w ukryciu. "Pacho" Herrera spotyka się z meksykańskim narkobossem Amado Carrillo Fuentesem tzw. "władcą przestworzy". Do Cali przybywa nowa ekipa z DEA, mająca pomagać Peñi, zaś on sam opracowuje plan złapania Gilberto Rodrígueza. "Pacho" otrzymuje propozycję biznesową od Amado Fuentesa. Miguel ma obsesję na punkcie możliwych przecieków, dlatego wzmacnia swoją ochronę. "Pacho" podejmuje decyzję dotyczącą swojej przyszłości. Peña próbuje pozyskać świadka. Wypadek w Nowym Jorku może zagrażać bezpieczeństwu "Chepe". Peña leci do Curaçao, by aresztować potencjalnego świadka, a następnie planuje kolejną tajną operację ujęcia ważnego członka kartelu. David chce pomścić ojca, narażając Enrique na niebezpieczeństwo. Peña prosi Don Bernę o pomoc w misji ratunkowej, a ponadto jest wstrząśnięty rozmiarami korupcji w kolumbijskich sferach rządowych. David i Peña ścigają się, kto pierwszy znajdzie Guillermo Pallomariego – głównego księgowego kartelu. Ważą się również losy Jorge Salcedo – szefa ochrony Miguela Rodrígueza. Agent DEA podejmuje ważną decyzję dotyczącą swojej przyszłej kariery.

## Obsada
- Wagner Moura jako Pablo Escobar
- Boyd Holbrook jako Steve Murphy(inne języki), agent DEA[7]
- Pedro Pascal jako Javier Peña, agent DEA[8]
- Manolo Cardona jako Eduardo Sandoval
- Mauricio Compte jako Horacio Carrillo
- Ana de la Reguera jako Elisa
- Stephanie Sigman jako Valeria Velez
- Joanna Christie jako Connie Murphy
- Eric Lange jako Stechner, agent specjalny CIA (seria 2)[9]

### Role drugoplanowe
- Gabriela De La Garza jako Diana Turbay, dziennikarka[10]
- Roberto Urbina jako Fabio Ochoa
- Danielle Kennedy jako ambasador Noonan
- Diego Cataño jako La Quica
- Jorge A. Jimenez jako Poison
- Paulina Gaitan jako Tata Escobar
- Juan Pablo Raba jako Gustavo Gaviria
- Raúl Méndez jako prezydent Cesar Gaviria
- André Mattos jako Jorge Luis Ochoa[11]
- Bruno Bichir jako Fernando Duque
- Thaddeus Phillips jako Owen, agent CIA
- Aldemar Correa jako Ivan "El Terrible" Torres
- Julián Beltrán jako Alberto Suarez
- Ariel Sierra jako Sure Shot
- Patrick St. Esprit jako major Wysession
- Luis Guzmán jako José Rodríguez Gacha
- Juan Riedinger jako Carlos Lehder
- Alberto Ammann jako Pacho Herrera
- Vera Mercado jako Ana Gaviria
- Luis Gnecco jako La Cucaracha
- Adrián Jiménez jako Colonel Herrera, agent DAS
- Paulina García jako Hermilda Gaviria
- Christian Tappán jako Kiko Moncada
- Jon-Michael Ecker jako "Lew"
- Andrea Londo jako Maria Salazar
- Kerry Bishé jako Christina Jurado

## Przegląd serii
| Seria | Seria | Odcinki | Pierwsza emisja Netflix | Pierwsza emisja Netflix |
| Seria | Seria | Odcinki | Premiera                | Koniec                  |
| ----- | ----- | ------- | ----------------------- | ----------------------- |
|       | 1     | 10      | 28 sierpnia 2015        | 28 sierpnia 2015        |
|       | 2     | 10      | 2 września 2016         | 2 września 2016         |
|       | 3     | 10      | 1 września 2017         | 1 września 2017         |

## Nagrody

### 2016 rok
- Złoty Glob - Najlepszy serial dramatyczny
- Złoty Glob - Najlepszy aktor w serialu dramatycznym Wagner Moura
- Emmy - Najlepsza czołówka
- Emmy - Najlepszy montaż serialu dramatycznego kręconego przy użyciu jednej kamery Leo Trombetta - za odcinek "Descenso"
- Emmy - Najlepszy oryginalny temat muzyczny Rodrigo Amarante
- WGA (TV) - Najlepszy scenariusz odcinka serialu dramatycznego Andrew Black - za odcinek „Explosivos”
- Satelita - Najlepszy serial dramatyczny
- Nagroda Filmwebu - Najlepszy serial - za sezon pierwszy

### 2017 rok
- Kryształowa Statuetka - Ulubiony specjalny serial dramatyczny
- Złota Szpula - Najlepszy montaż dźwięku w odcinku serialu - efekty i imitacje dźwiękowe- za odcinek "The Good, the Bad, and the Dead"